# Chiesa di Santa Lucia (Grosseto)
La chiesa di Santa Lucia era un edificio religioso situato a Grosseto.
L'ubicazione era presso l'antica porta di Santa Lucia, anch'essa scomparsa, che si apriva lungo il tracciato delle prime mura medievali di Grosseto. La demolizione dell'edificio religioso avvenne tra il 1565 e il 1571 per consentire i lavori della cinta muraria medicea, che vide in quel tratto la realizzazione della cittadella fortificata del bastione Fortezza.

## Storia
La chiesa è citata per la prima in un documento risalente al 1076; si tratta della terza chiesa in ordine cronologico documentata a Grosseto, dopo San Giorgio (803) e Santa Maria (1015). La seconda attestazione è invece nella bolla del 1188 di papa Clemente III rivolta al vescovo Gualfredo. Nel XIII secolo era detta «contrata podii sancte lucere» (1277) l'area intorno alla chiesa, compresa tra il limite orientale delle mura e la vicina chiesa di San Leonardo con il relativo ospedale; il territorio della chiesa di Santa Lucia è definito «agio» in un documento del 1279.
In alcuni documenti del 1309 e del 1310 è attestata la presenza di una porta delle mura che ha preso il nome dalla chiesa. In seguito alla riforma amministrativa che definisce i terzieri della città di Grosseto, il popolo di Santa Lucia viene compreso nel Terzo di San Pietro, come si evince da un documento del 1334. Quello stesso anno iniziano i lavori per la costruzione nei pressi della chiesa del Cassero Senese; in una serie di atti relativi all'edificazione della struttura, si legge anche della vendita di una casa appartenente alla chiesa condotta da Balduccio di Crescentione e Bartolomeo di Bartoluccio operai dell'Opera di Santa Lucia.
L'Opera di Santa Lucia, fiorente nel periodo medievale, finì per impoverirsi nel corso del XVI secolo, soprattutto a causa della cosiddetta guerra di Siena. Nel 1559 la chiesa risultava già abbandonata e in condizioni di degrado. In seguito alla conquista da parte dei Medici, l'edificio venne demolito e l'intera area intorno alla chiesa venne interessata dai lavori di costruzione delle mura medicee: qui venne edificato il complesso fortificato del bastione Fortezza, che inglobava al suo interno la struttura del Cassero Senese ed era costituito da due baluardi rivolti verso l'interno della città, uno dei quali prese proprio il nome di baluardo di Santa Lucia.
Il vescovo di Perugia Francesco Bossi, visitatore apostolico nella diocesi di Grosseto nel 1576 riferì che «nullum apparet vestigium ecclesiae» nel luogo dove sorgeva la chiesa di Santa Lucia, commentando anche di quanto dovesse essere forte la venerazione della santa, poiché ciò che rimaneva dei beni della chiesa era stato destinato alla celebrazione di due messe alla settimana presso l'altare di Santa Maria, nella navata destra della cattedrale di San Lorenzo. Nel 1593 fu inoltre stabilito che si erigesse un altare in onore di Santa Lucia nella chiesa di San Michele.
Il 1º gennaio 1960, dopo circa quattro secoli dalla scomparsa della chiesa, il vescovo Paolo Galeazzi istitutì una nuova parrocchia per il quartiere di Barbanella, recuperando la dedicazione alla santa martire e ristabilendone il culto nella città di Grosseto.

## Descrizione
La posizione della chiesa era all'estremità orientale del centro medievale e si trovava sullo stesso asse trasversale, alla cui estremità opposta occidentale sorgeva la chiesa di San Michele. Inoltre, la distanza tra queste due chiese lungo la direttrice ovest-est era identica a quella che intercorreva tra la chiesa di San Pietro e la perduta chiesa di San Giorgio lungo l'asse nord-sud.
Dalla documentazione pervenuta non è possibile risalire all'aspetto dell'edificio religioso: l'unica cosa certa è che nel XIII secolo alla chiesa era annesso anche un chiostro, secondo quanto riportato in un documento del 1232.